# الكسندر بالاسيوس
الكسندر بالاسيوس (بالألمانية: Alexander Palacios)‏ هو مصور ألماني، ولد في 20 يوليو 1982 في فرانكفورت في ألمانيا.